# Tac-Promoter
Der tac-Promoter (tac-Promotor) ist ein synthetisch erzeugtes DNA-Fragment, das in der Molekularbiologie, Biochemie, und Biotechnologie als Werkzeug bei der Proteinherstellung eingesetzt wird. Das DNA-Konstrukt dient zur Erhöhung des Genexpressionslevels in Zellen des Bakteriums Escherichia coli und somit zur Überexpression rekombinanter Proteine. Die Bezeichnung tac setzt sich zusammen aus trp und lac, den Namen der Operons die zur Herstellung des tac-Konstrukts verwendet wurden.
Bakterielle Promotoren bestehen aus zwei Teilen, der sogenannten −35-Region und der −10-Region – auch Pribnow-Box genannt. An diese beiden Regionen bindet der Sigma-Faktor der RNA-Polymerase, die dann die Transkription des dahinterliegenden Gens einleitet.
Es gibt starke und schwache Promotoren, das bedeutet, der Sigma-Faktor bindet an manche Promotor besser (folglich wird an diesen mehr mRNA gebildet), an manche schwächer (hier ist die mRNA-Menge geringer). Aus dem Vergleich der DNA-Sequenzen einzelner Promotoren lassen sich sogenannte Konsensussequenzen für starke und schwache Promotoren ableiten. Bei Proteinüberexpressionsexperimenten ist man an einer möglichst großen Menge rekombinanten Proteins interessiert, folglich werden hier starke Promotoren eingesetzt.
Ein Beispiel für einen starken Promotor aus Escherichia coli ist der trp-Promotor. 1983 wurde die −35-Region des trp-Promotors mit der −10-Region eines anderen Promotors – des lac-Promotors – in vitro kombiniert. Es wurde also ein sogenannter Hybridpromotor konstruiert, der tac-Promotor. Es zeigte sich, dass der tac-Promotor ebenso wie der lac-Promotor durch IPTG und Laktose reguliert werden kann, das heißt, die mRNA-Synthese an diesem Promotor wird durch die Zugabe dieser Substanzen induziert. Diese Regulierbarkeit der Genexpression ist wichtig, da viele Fremdproteine toxisch für die Wirtszelle sind.
Ferner konnte gezeigt werden, dass der tac-Promotor 3-mal stärker als der trp-Promotor und 10-mal stärker als der lac-Promotor ist, eine ideale Voraussetzung für Experimente zur Proteinüberexpression.